# De Pierpont
De Pierpont is een notabele Belgische familie, waarvan heel wat leden in de Belgische erfelijke adel werden opgenomen.

## Genealogie
- Albert de Pierpont (1760-1840), x Constance de Noust (1761-1842)
  - Joseph de Pierpont (1793-1820), x Theodorine de Noust (1802-1877)
    - Joseph de Pierpont (1829-1880), x Justine de Bellefroid d'Oudoumont (1834-1895)
      - Georges de Pierpont (1861-1931), x Berthe Delame (1864-1939)
        - Guy de Pierpont (zie hierna)

    - Anastasia de Pierpont (1838-1891), x Hyacinthe de Maret (1824-1903)

  - Stanislas de Pierpont (1799-1866), x Mathilde de Montpellier (1802-1871)
    - Leon de Pierpont (1829-1890), x Clara de Spandl (1834-1865)
      - Arthur de Pierpont (zie hierna)
      - Alberic de Pierpont Surmont de Volsberghe (zie hierna)

  - Ambroise de Pierpont (1802-1867), x Pauline de Montpellier (1798-1844)
    - Xavier de Pierpont (1844-1922), x Marie de Spandl (1848-1922)
      - Edouard de Pierpont (1871-1946), x Marie-Louise de Meeùs (1884-1962)
        - Guy de Pierpont (zie hierna)

      - Charles de Pierpont (1877-1929), gedeputeerde voor de provincie Namen, x Germaine Le Grelle (1885-1960)
        - Jean de Pierpont (zie hierna)
        - Thierry de Pierpont (zie hierna)

      - René de Pierpont (zie hierna)

## Guy de Pierpont
Guy Marie Camille de Pierpont (Luik, 7 oktober 1893 - 21 juli 1954) werd op 10 juli 1954 opgenomen in de erfelijke Belgische adel, met de titel ridder overdraagbaar bij eerstgeboorte. Hij trouwde in 1917 in Sainte-Adresse met Anne-Marie Capitaine (1892-1983) en ze kregen zeven kinderen, met afstammelingen tot heden. Hij was advocaat en stafhouder van de balie van Luik. Tijdens de Tweede Wereldoorlog was hij commandant voor de regio Luik van het Geheim Leger.

## Arthur de Pierpont
Arthur Henri Joseph Marie Ghislain de Pierpont (Denée, 14 november 1859 - Sint-Gillis, 10 januari 1925), provincieraadslid, burgemeester van Mettet, werd in 1897 opgenomen in de Belgische erfelijke adel. Hij trouwde in Doornik in 1881 met Marie de Peellaert (1860-1946), dochter van Eugène de Peellaert en van Mathilde de Maleingeau d'Hembise. Het echtpaar kreeg een zoon en twee dochters, maar zonder verdere mannelijke naamdragers. Deze familietak doofde uit in 1963.

## Alberic de Pierpont
Albéric Edouard Marie Joseph Ghislain Anatole de Pierpont (Elsene, 2 december 1861 - 28 februari 1929) trouwde in Ieper in 1890 met Marie-Antoinette Surmont de Volsberghe (1879-1957), dochter van baron Arthur Surmont de Volsberghe, senator en minister van Industrie en Arbeid. Albéric werd in 1897, samen met zijn broer Arthur, opgenomen in de Belgische erfelijke adel. In 1912 kreeg hij vergunning om Surmont de Volsberghe aan de familienaam toe te voegen, daar deze familie geen mannelijke erfgenamen meer telde. In 1900 werd bevestigd dat de baronstitel van de oom, Henri Surmont de Volsberghe, zou overgaan op de afstammelingen van Albéric. Het echtpaar kreeg zes kinderen, met afstammelingen tot heden, maar met vooruitzicht van uitdoven, bij gebrek aan  mannelijke afstammelingen in de jongste generatie.

## Guy de Pierpont
Guy Marie Joseph Charles Louis François Xavier Ghislain de Pierpont (Rivière, 3 mei 1914 - Namen, 10 augustus 1978), trouwde in Clavier in 1937 met Alix de Wautier (1911-1988). Hij werd burgemeester van Rivière en in 1964 verkreeg hij opname in de Belgische erfelijke adel. Het echtpaar kreeg vijf kinderen, met afstammelingen tot heden maar met vooruitzicht van uitdoven, bij gebrek aan mannelijke afstammelingen in de jongste generatie. 

## Jean de Pierpont
Jean Edouard Dieudonné Gérard Marie Ghislain de Pierpont (Arbre, 2 juli 1911 - Sint-Pieters-Woluwe, 29 september 1998), advocaat, verkreeg in 1964 opname in de Belgische erfelijke adel. Hij trouwde in 1935 in Marche-en-Famenne met barones Cécile van der Straten Waillet (1912-1939) en hertrouwde in Kessel in 1941 met barones Jacqueline van Zuylen van Nyevelt (1915-2003). Er sproten drie kinderen uit het eerste huwelijk en vijf uit het tweede huwelijk. Met afstammelingen tot heden.

## Thierry de Pierpont
Thierry Goswin Auguste Marie Ghislain de Pierpont (Arbre, 5 januari 1914 - Fosses-la-Ville, 9 augustus 1999) trouwde in Fosse in 1941 met Christiane de Kerchove d'Exaerde (1924- ). Samen met zijn broer Jean werd hij in 1964 opgenomen in de Belgische erfelijke adel. Het echtpaar kreeg vijf kinderen, met afstammelingen tot heden.

## René de Pierpont
René Théodore Goswin Marie Gabriel Ghislain de Pierpont (Rivière, 3 januari 1881 - Namen, 30 september 1968) verkreeg in 1964 opname in de Belgische erfelijke adel. Hij trouwde in Godinne in 1912 met Simonne de Pierpont (1892-1988) en ze kregen vier kinderen, met afstammelingen tot heden.

## Andere adelsverheffingen
De kinderen en nakomelingen van Jean (1910-1998), Didier (1911-2002) en Armand (1885-1955) de Pierpont, werden in 2013 opgenomen in de Belgische erfelijke adel.